# Commission d'enquête parlementaire au Royaume-Uni
Pour les articles homonymes, voir Commission d'enquête parlementaire.

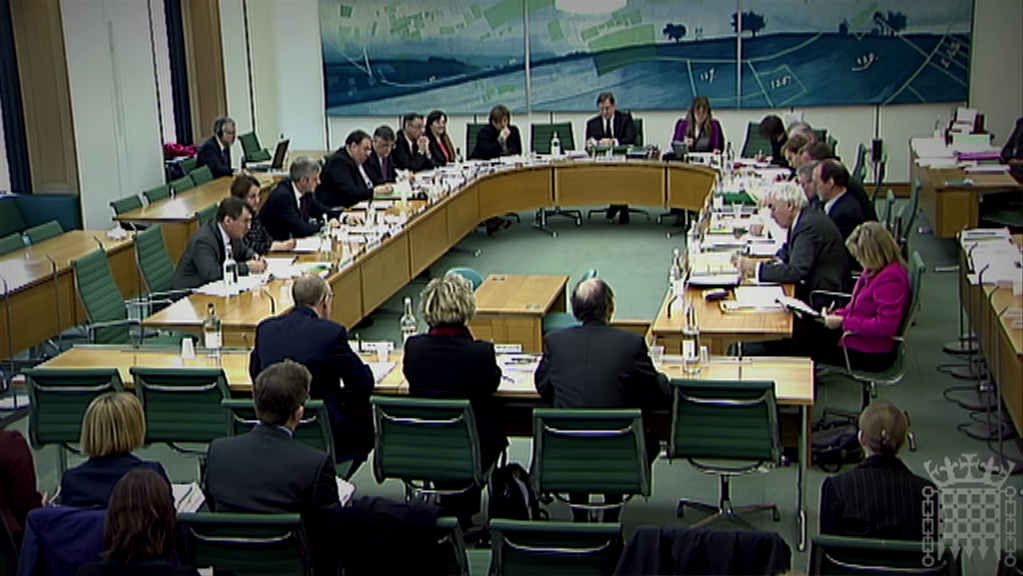
Commission d'enquête parlementaire au Royaume-Uni - autour de 2012.

Une commission d'enquête parlementaire au Royaume-Uni (anglais : parliamentary select committee of the United Kingdom) peut être créée à l'initiative de la Chambre des communes ou de la Chambre des lords du Parlement du Royaume-Uni pour discuter de sujets spécifiques : la politique étrangère, les droits de l'homme ou encore les directives européennes.
Elles peuvent se réunir sur des points très précis. Ainsi, en 1804, une commission se pencha sur les mœurs de la princesse Caroline, épouse du roi George IV, ce qui pouvait déboucher sur un divorce. En 1816, une commission d'enquête parlementaire de la Chambre des Communes étudia le prix auquel le pays pouvait acheter les marbres d'Elgin. En 1915-1916, Winston Churchill fut interrogé par la Commission des Dardanelles.